# Adelaide International Raceway
O Adelaide International Raceway é um autódromo localizado em Virgínia, na Austrália do Sul, o circuito foi inaugurado em 1970 e possui um traçado misto de 2.41 km e um oval de meia milha (0.805 km).